# 埃菲耶·穆斯肯斯

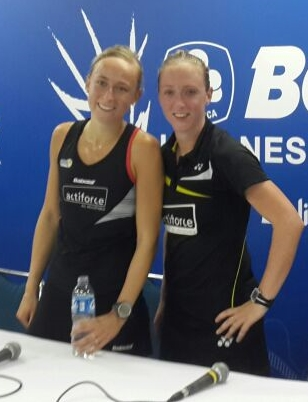
埃菲耶·穆斯肯斯（右）與她的雙打搭檔塞莱娜·皮克（2016年6月）。

埃菲耶·穆斯肯斯（荷蘭語：Eefje Muskens，1989年6月17日—），荷蘭女子羽毛球運動員，專長雙打項目。

## 簡歷
埃菲耶·穆斯肯斯自6歲開始，跟隨父母打羽毛球，先後加入羽毛球俱樂部「BC Goirle」和「BC Pellikaan」。2007年，她決定搬到阿納姆接受訓練，並在18歲後轉做全職運動員。
2012年，埃菲耶·穆斯肯斯與萨曼塔·巴宁合作，先後贏得了克羅地亞國際賽、挪威國際賽和愛爾蘭國際賽女子雙打冠軍；又在較高級別的荷蘭大獎賽中打進決賽，最後不敵另一對荷蘭組合，屈居亞軍。
2013年，埃菲耶·穆斯肯斯改與塞莱娜·皮克合作，先在7月份贏得加拿大大獎賽女子雙打亞軍；又在年末的碧特博格黃金大獎賽、蘇格蘭大獎賽、愛爾蘭公開賽及意大利國際賽先後贏得冠軍；世界排名亦攀升至新高的第17位（2013年12月26日）。

## 主要比賽成績
只列出曾進入準決賽的國際賽事成績：
| 年份   | 賽事                     | 公開賽級別 | 項目     | 搭檔        | 成績   |
| ------ | ------------------------ | ---------- | -------- | ----------- | ------ |
| 2007年 | 歐洲青年羽毛球錦標賽     | 其他       | 混合團體 | －          | 亞軍   |
| 2009年 | 荷蘭羽毛球國際賽         | 國際挑戰賽 | 女子雙打 | 萨曼塔·巴宁 | 準決賽 |
| 2009年 | 比利時羽毛球國際賽       | 國際挑戰賽 | 女子雙打 | 萨曼塔·巴宁 | 準決賽 |
| 2009年 | 挪威羽毛球國際賽         | 國際挑戰賽 | 女子雙打 | 萨曼塔·巴宁 | 亞軍   |
| 2010年 | 荷蘭羽毛球國際賽         | 國際挑戰賽 | 女子雙打 | 萨曼塔·巴宁 | 冠軍   |
| 2010年 | 西班牙羽毛球公開賽       | 國際挑戰賽 | 女子雙打 | 萨曼塔·巴宁 | 準決賽 |
| 2012年 | 克羅地亞羽毛球國際賽     | 國際系列賽 | 女子雙打 | 萨曼塔·巴宁 | 冠軍   |
| 2012年 | 荷蘭羽毛球大獎賽         | 大獎賽     | 女子雙打 | 萨曼塔·巴宁 | 亞軍   |
| 2012年 | 挪威羽毛球國際賽         | 國際挑戰賽 | 女子雙打 | 萨曼塔·巴宁 | 冠軍   |
| 2012年 | 愛爾蘭羽毛球國際賽       | 國際系列賽 | 女子雙打 | 萨曼塔·巴宁 | 冠軍   |
| 2013年 | 荷蘭羽毛球國際賽         | 國際挑戰賽 | 女子雙打 | 塞莱娜·皮克 | 準決賽 |
| 2013年 | 加拿大羽毛球大獎賽       | 大獎賽     | 女子雙打 | 塞莱娜·皮克 | 亞軍   |
| 2013年 | 比利時羽毛球國際賽       | 國際挑戰賽 | 女子雙打 | 塞莱娜·皮克 | 準決賽 |
| 2013年 | 荷蘭羽毛球大獎賽         | 大獎賽     | 女子雙打 | 塞莱娜·皮克 | 準決賽 |
| 2013年 | 碧特博格羽毛球黃金大獎賽 | 黃金大獎賽 | 女子雙打 | 塞莱娜·皮克 | 冠軍   |
| 2013年 | 蘇格蘭羽毛球大獎賽       | 大獎賽     | 女子雙打 | 塞莱娜·皮克 | 冠軍   |
| 2013年 | 愛爾蘭羽毛球公開賽       | 國際挑戰賽 | 女子雙打 | 塞莱娜·皮克 | 冠軍   |
| 2013年 | 意大利羽毛球國際賽       | 國際挑戰賽 | 女子雙打 | 塞莱娜·皮克 | 冠軍   |
| 2014年 | 瑞典羽毛球大師賽         | 國際挑戰賽 | 女子雙打 | 塞莱娜·皮克 | 冠軍   |
| 2014年 | 德國羽毛球黃金大獎賽     | 黃金大獎賽 | 女子雙打 | 塞莱娜·皮克 | 準決賽 |
| 2014年 | 歐洲羽毛球錦標賽         | 其他       | 女子雙打 | 塞莱娜·皮克 | 準決賽 |
| 2014年 | 比利時羽毛球國際賽       | 國際挑戰賽 | 女子雙打 | 塞莱娜·皮克 | 冠軍   |
| 2014年 | 荷蘭羽毛球大獎賽         | 大獎賽     | 女子雙打 | 塞莱娜·皮克 | 冠軍   |
| 2015年 | 瑞士羽毛球黃金大獎賽     | 黃金大獎賽 | 女子雙打 | 塞莱娜·皮克 | 準決賽 |
| 2015年 | 加拿大羽毛球大獎賽       | 大獎賽     | 女子雙打 | 塞莱娜·皮克 | 亞軍   |
| 2015年 | 荷蘭羽毛球大獎賽         | 大獎賽     | 女子雙打 | 塞莱娜·皮克 | 亞軍   |
| 2015年 | 巴西羽毛球大獎賽         | 大獎賽     | 女子雙打 | 塞莱娜·皮克 | 亞軍   |
| 2016年 | 印度羽毛球黃金大獎賽     | 黃金大獎賽 | 女子雙打 | 塞莱娜·皮克 | 亞軍   |
| 2016年 | 歐洲羽毛球錦標賽         | 其他       | 女子雙打 | 塞莱娜·皮克 | 亞軍   |
| 2016年 | 印尼羽毛球首要超級賽     | 首要超級賽 | 女子雙打 | 塞莱娜·皮克 | 準決賽 |

| 2007-2017年 | 首要超級賽 | 超級賽 | 黃金大獎賽 | 大獎賽 | 國際挑戰賽 | 國際系列賽 | 未來系列賽 | 其他 |

| 2018-2026年 | 總決賽 | 超級1000賽 | 超級750賽 | 超級500賽 | 超級300賽 | 超級100賽 | 國際挑戰賽 | 國際系列賽 | 未來系列賽 | 其他 |

### 奧運會和世錦賽參賽紀錄
|          | 搭檔        | 2010        | 2011 | 2012 | 2013 | 2014 | 2015 | 2016 | 2017 |
| -------- | ----------- | ----------- | ---- | ---- | ---- | ---- | ---- | ---- | ---- |
| 女子雙打 | 萨曼塔·巴宁 | 48強 (退賽) | －   | －   | －   | －   | －   | －   | －   |
| 女子雙打 | 塞莱娜·皮克 | －          | －   | －   | －   | 16強 | 16強 | 8強  | 32強 |

## 外部連結
- 官方网站 （荷兰文）
- 埃菲耶·穆斯肯斯的Facebook專頁